# 莱斯皮尼昂
莱斯皮尼昂（法語：Lespignan，法語發音：[lɛspiɲɑ̃]）是法国埃罗省的一个市镇，属于贝济耶区。

## 地理
莱斯皮尼昂（43°16'25"N, 3°10'18"E）面积22.92 平方千米，位于法国奧克西塔尼大區埃罗省，该省份为法国南部沿海省份，南濒地中海，西南接奥德省，西北接塔恩省和阿韦龙省，东北与加尔省接壤。
与莱斯皮尼昂接壤的市镇（或旧市镇、城区）包括：弗勒里、貝濟耶、科隆比耶、尼桑莱藏塞吕讷、旺德尔、萨勒多德。

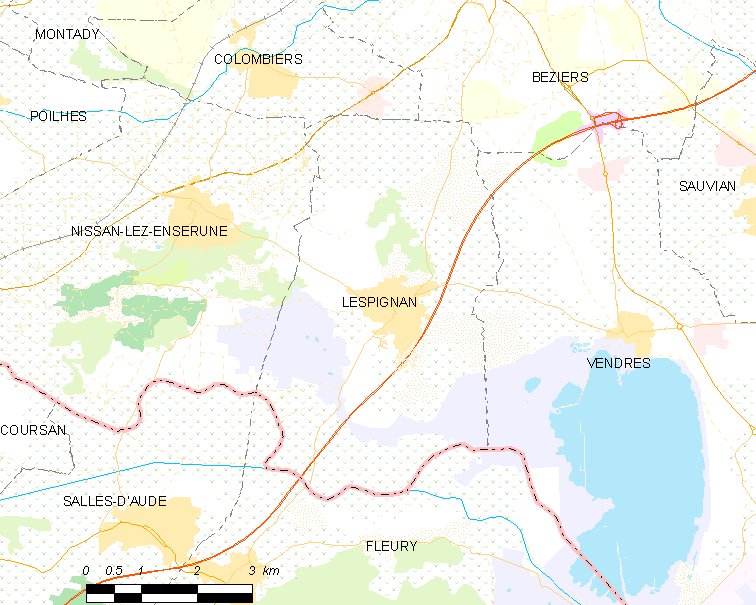
莱斯皮尼昂的OSM定位图

莱斯皮尼昂的时区为UTC+01:00、UTC+02:00（夏令时）。

## 行政
莱斯皮尼昂的邮政编码为34710，INSEE市镇编码为34135。

## 政治
莱斯皮尼昂所属的省级选区为贝济耶第一县。

## 人口

1962-2008年间莱斯皮尼昂人口变化图示

莱斯皮尼昂于2022年1月1日时的人口数量为3355人。